# Anna Peplowski
Anna Peplowski (Germantown Hills, 25 de setembro de 2002) é uma nadadora estadunidense.

## Início da vida
Peplowski estudou na Metamora Township High School em Metamora, Illinois, a nordeste de Peoria, Illinois. Ela frequenta a Indiana University e começou a nadar pelos Indiana Hoosiers durante sua temporada de caloura em 2021–22. Sua irmã mais velha, Noelle, também nadou pelos Hoosiers.

## Carreira
No Campeonato dos EUA de 2022 em Irvine, Califórnia, em julho, Peplowski competiu nos 200m livre, 100m costas e 200m costas. Ela terminou em sétimo lugar em todos os três eventos.
Peplowski competiu no Campeonato dos EUA de 2023 em Indianápolis, realizado em junho e julho. Ela terminou em sétimo lugar nos 200m livre. Mais tarde, em julho, Peplowski competiu no Campeonato Mundial de 2023 em Doha, Catar. Ela nadou nas eliminatórias do revezamento 4x200m livre, e os EUA terminaram em segundo na final, ganhando uma medalha de prata.
No Campeonato da NCAA de 2024 em Atenas, Geórgia, em março, Peplowski ganhou a medalha de prata nos 200 metros livres e a medalha de bronze nos 500 metros livres. Ela competiu nas seletivas olímpicas dos EUA de 2024 em junho. Ela terminou em quinto nos 200m livres e em sexto nos 400m livres.